# 38642 Breukers
38642 Breukers è un asteroide della fascia principale. Scoperto nel 2000, presenta un'orbita caratterizzata da un semiasse maggiore pari a 2,577875 UA e da un'eccentricità di 0,250394, inclinata di 6,034965° rispetto all'eclittica. Ha un diametro di 2,146 km.